# Фінал кубка Англії з футболу 1892
Фінал кубка Англії з футболу 1892 — 21-й фінал найстарішого футбольного кубка у світі. Учасниками фіналу були «Вест-Бромвіч Альбіон» і «Астон Вілла». Володарем кубкового трофею став «Вест-Бромвіч Альбіон».

## Шлях до фіналу
| «Вест-Бромвіч Альбіон» | «Вест-Бромвіч Альбіон» | «Вест-Бромвіч Альбіон»                                                                                     | Раунд        | «Астон Вілла»             | «Астон Вілла» | «Астон Вілла»            |
| ---------------------- | ---------------------- | --- | ------------ | ------------------------- | ------------- | ------------------------ |
| Суперник               | Результат              | Матчі |              | Суперник                  | Результат     | Матчі                    |
| «Олд Вестмінстер»      | 3—2                    | 3—2 на виїзді                                                                                              | Перший раунд | «Гінор Таун»              | 4—1           | 4—1 вдома                |
| «Блекберн Роверз»      | 3—1                    | 3—1 вдома                                                                                                  | Другий раунд | «Дарвен»                  | 2—0           | 2—0 вдома                |
| «Венсдей»              | 2—1                    | 2—1 вдома                                                                                                  | Третій раунд | «Вулвергемптон Вондерерз» | 3—1           | 3—1 на виїзді            |
| «Ноттінгем Форест»     | 8—4                    | 1—1 на нейтральному полі, 1—1 на нейтральному полі (перегравання), 6—2 на нейтральному полі (перегравання) | 1/2 фіналу   | «Сандерленд»              | 4—1           | 4—1 на нейтральному полі |

## Матч
| 19 березня 1892 |

| Вест-Бромвіч Альбіон                | 3:0      | Астон Вілла |
| ----------------------------------- | -------- | ----------- |
| Геддес 4' Нікольс 27' Рейнольдс 55' | Протокол |             |

| Кеннінгтон Овал, Лондон Глядачів: 32 810 Арбітр: Джон Чарльз Клегг |

|  |  |

|                  |  |                 |  |
|                  |  |                 |  |
| В                |  | Джо Рідер       |  |
| З                |  | Марк Ніколсон   |  |
| З                |  | Томас Маккаллоч |  |
| ПЗ               |  | Джек Рейнольдс  |  |
| ПЗ               |  | Чарлі Перрі     |  |
| ПЗ               |  | Віллі Гровз     |  |
| Н                |  | Біллі Бассетт   |  |
| Н                |  | Родді Маклеод   |  |
| Н                |  | Семмі Нікольс   |  |
| Н                |  | Том Пірсон      |  |
| Н                |  | Альфред Геддес  |  |
| Головний тренер: |  |                 |  |
| Луїс Форд        |  |                 |  |

|                  |  |                 |  |
|                  |  |                 |  |
| В                |  | Джиммі Варнер   |  |
| З                |  | Гершом Кокс     |  |
| З                |  | Волтер Еванс    |  |
| ПЗ               |  | Гаррі Деві      |  |
| ПЗ               |  | Джеймс Кауан    |  |
| ПЗ               |  | Джон Берд       |  |
| Н                |  | Чарлі Атерсміт  |  |
| Н                |  | Вільям Діксон   |  |
| Н                |  | Джек Деві (к)   |  |
| Н                |  | Льюїс Кемпбелл  |  |
| Н                |  | Денніс Ходжеттс |  |
| Головний тренер: |  |                 |  |
| Джордж Ремзі     |  |                 |  |